# 上潘诺尼亚
上潘诺尼亚是罗马帝国的一个行省，首府为卡努堂，是多瑙河畔边境省份。公元103年，罗马皇帝圖拉真将原潘诺尼亚行省划分为两部分，分别为西部的「上潘诺尼亚行省」和东部的「下潘诺尼亚行省」。该省份领土今属于奥地利、克罗地亚、匈牙利、斯洛伐克以及斯洛文尼亚。

## 历史
193年，行省总督塞普蒂米烏斯·塞維魯曾登上罗马帝国皇位。
308年，皇帝戴克里先于卡努堂主持了一次历史性会议，与共治皇帝馬克西米安及伽列里乌斯商议解决四帝共治制以来不断升级的紧张局势。戴克里先与马克西米安皆于同年11月11日出席。然而，伽列里乌斯却在此时指派李锡尼任西部奥古斯都，取代死于马克森提乌斯之手的塞维鲁二世，还命令马克西米安永久禁止复出。卡努堂人请求戴克里先重回皇位，以控制君士坦丁壮大以及马克森提乌斯篡位所引发的冲突。戴克里先则回复：「如果你把我亲自种植的卷心菜展示给你的皇帝，他绝不敢建议我用贪得无厌的风暴来取代此地的安宁祥和。」